# Carlo Marsuppini

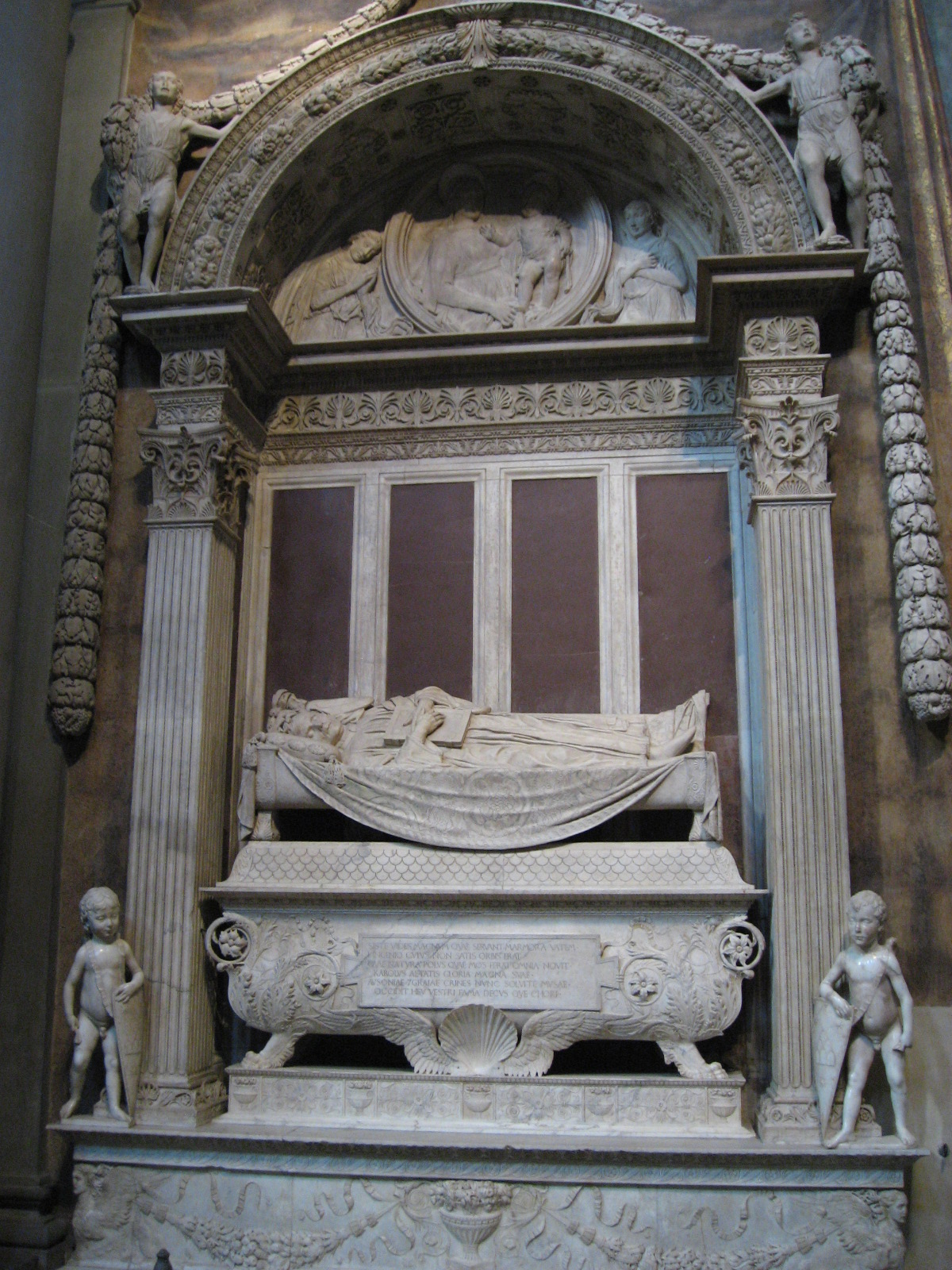
Grabmal Carlo Marsuppinis in der Basilika Santa Croce in Florenz

Carlo Marsuppini (* 1398 in Genua; † 1453 in Florenz) war ein italienischer Humanist und Staatsmann.
Carlo Marsuppini (ca. 1398 in Genua; † 1453 in Florenz) war ein bedeutender italienischer Humanist und Staatsmann des 15. Jahrhunderts. Seine genauen Geburtsdaten sind nicht eindeutig belegt, doch historische Quellen deuten auf das Jahr 1398 hin (vgl. [Quelle: Biografien italienischer Humanisten, 20. Jahrhundert]). Er wuchs in Florenz auf und pflegte enge Kontakte zur Familie Medici, was durch zeitgenössische Dokumente und Briefe belegt wird ([Quelle: Briefsammlung von Marsuppini, Archiv Florenz]).
Im Jahr 1444 wurde er zum Kanzler der Republik Florenz ernannt, wobei er Leonardo Bruni ablöste. Diese Amtszeit ist in den Chroniken der florentinischen Regierung dokumentiert ([Quelle: Chronik der Republik Florenz, Historisches Institut Florenz]). Marsuppini war bekannt für seine kulturellen Aktivitäten, insbesondere seine Briefe und Gedichte, die in verschiedenen Manuskripten überliefert sind ([Quelle: Sammlung humanistischer Schriften, Universität Florenz]). wuchs in Florenz auf und hatte dort engen Kontakt zur Familie Medici. Papst Nikolaus V. beauftragte ihn im Jahr 1452 mit der Übersetzung der Ilias ins Lateinische. Diese Übersetzungsarbeit ist in den Papstdokumenten sowie in Studien zur Übersetzungsarbeit des Papstes dokumentiert ([Quelle: Papsturkunden, Kunsthistorische Studien]). Leider konnte Marsuppini das Projekt vor seinem Tod im Jahr 1453 nicht vollenden. Der Bildhauer Desiderio da Settignano schuf sein Grabmal in Santa Croce zu Florenz.